# Allobaccha serena
Allobaccha serena är en tvåvingeart som beskrevs av Szilady 1942. Allobaccha serena ingår i släktet Allobaccha och familjen blomflugor.
Artens utbredningsområde är Tanzania. Inga underarter finns listade i Catalogue of Life.